# Маргарітіс Схінас
Маргарітіс Схінас (грец. Μαργαρίτης Σχοινάς; нар. 28 липня 1962, Солунь) — грецький політик і колишній державний службовець. З 1999 по 2004 рік обіймав посаду заступника начальника апарату комісара Лойоли де Паласіо, відповідальної за транспорт, енергетику та відносини з Європарламентом. Депутат Європарламенту з 2007 по 2009 р., речник єврокомісії Юнкера в 2014–2019 рр., заступник генерального директора Генерального директорату з питань комунікацій Єврокомісії в 2015–2019 рр. З 1 грудня 2019 віцепрезидент комісії фон дер Ляєн з портфелем Європейського комісара з питань просування європейського способу життя. На цій посаді займається програмою «Забезпечення нашого європейського життєвого шляху», що охоплює питання міграції, безпеки й освіти. Член партії Нова демократія. Випускник університету Арістотеля, де 1985 року здобув ступінь бакалавра права. Продовжив навчання, отримавши 1986 року Диплом поглибленої європеїстики (DAES) з європейського державного управління від Коледжу Європи у Брюгге, а потім диплом магістра наук із державного управління та політики в Лондонській школі економіки та політичних наук в 1987 р.
У жовтні 2011 р. був випускником фінансованої ЄС програми Гарвардської школи бізнесу «Лідерство високого потенціалу».
Володіє грецькою, англійською, французькою та іспанською мовами. Одружений із Мерседес Альваргонсалес — іспанською громадянкою, яка як і він навчалася в Коледжі Європи у Брюгге та працює в секретаріаті Парламентської групи Європейської народної партії під головуванням Манфреда Вебера. Має двох синів.

## Нагороди
- Орден «За заслуги» I ст. (Україна, 4 листопада 2022) — за вагомий особистий внесок у зміцнення міждержавного співробітництва, підтримку державного суверенітету та територіальної цілісності України, популяризацію Української держави у світі.[8]